# Monika Lee
Monika Balancio Lee (* 28. März 1994 in Detroit, Michigan) ist eine ehemalige philippinisch-US-amerikanische Fußballspielerin.

## Leben
Lee wurde in Detroit, Michigan geboren und wuchs im benachbarten Shelby Township auf, wo sie die Utica Eisenhower High School besuchte. Ab 2009 studierte Lee an der Loyola University of Chicago Marketing und Werbung.

## Karriere
Lee startete ihre aktive Karriere in der Jugend der Michigan Hawks und schloss sich 2007 dessen Nachfolgerteam Michigan Wolves-Hawks SC an. Im Herbst 2007 schrieb sie sich an der Utica Eisenhower High School in Shelby Township ein, wo sie vier Jahre im Women Soccer den Eagles spielte. Im September 2009 wechselte sie dann an die Loyola University Chicago und spielte bis 2014 für die Frauenfußballmannschaft der Uni, den Ramblers.

## Nationalmannschaft
Lee spielte international von 2013 bis 2015 für die Fußballnationalmannschaft der Philippinen, dem Heimatland ihrer Eltern.